# Karl Plattner
Karl Plattner (Malles Venosta, 13 febbraio 1919 – Milano, 8 dicembre 1986) è stato un pittore italiano di madrelingua tedesca.
(Karl Plattner)

## Biografia

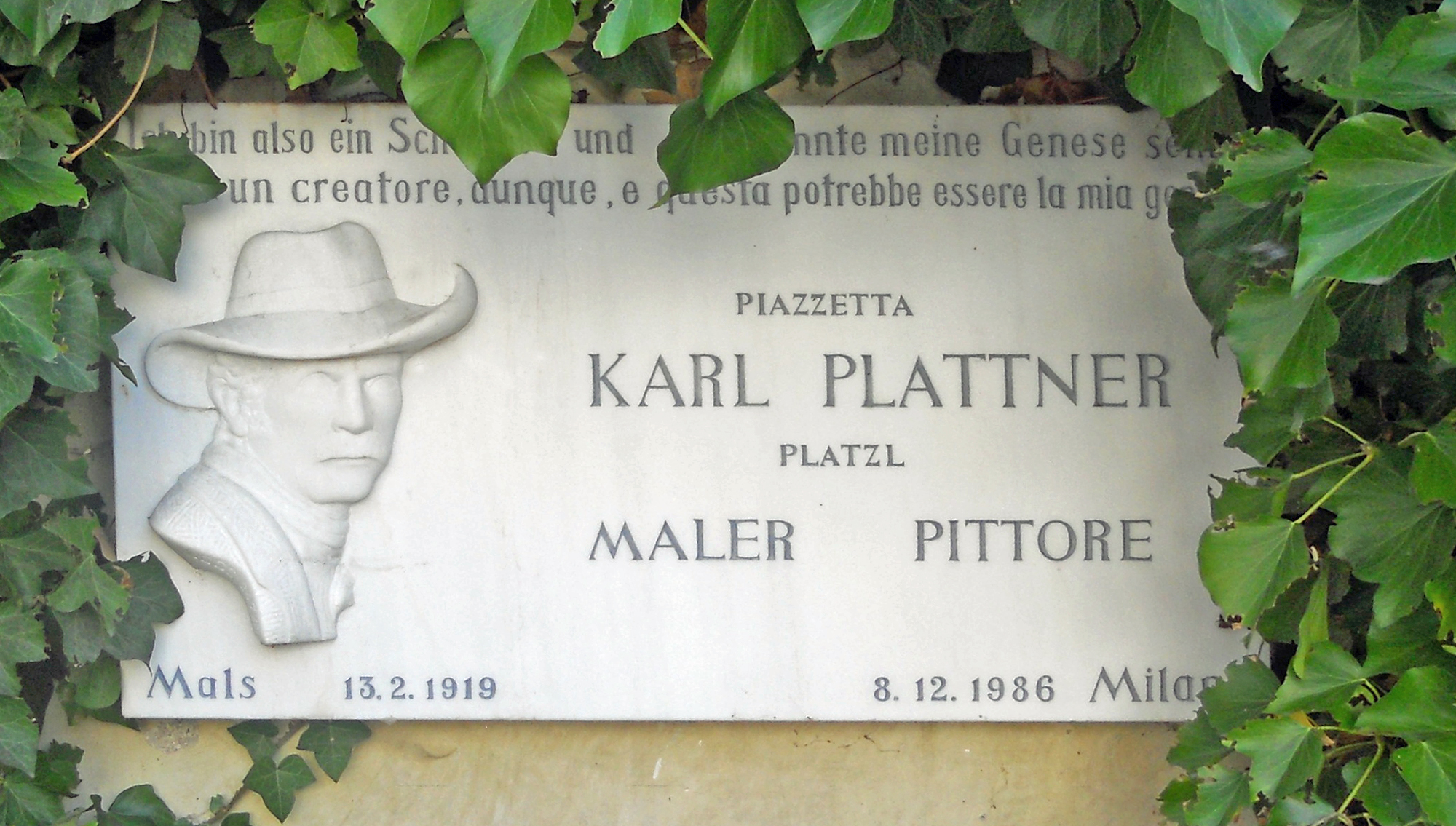
Targa commemorativa

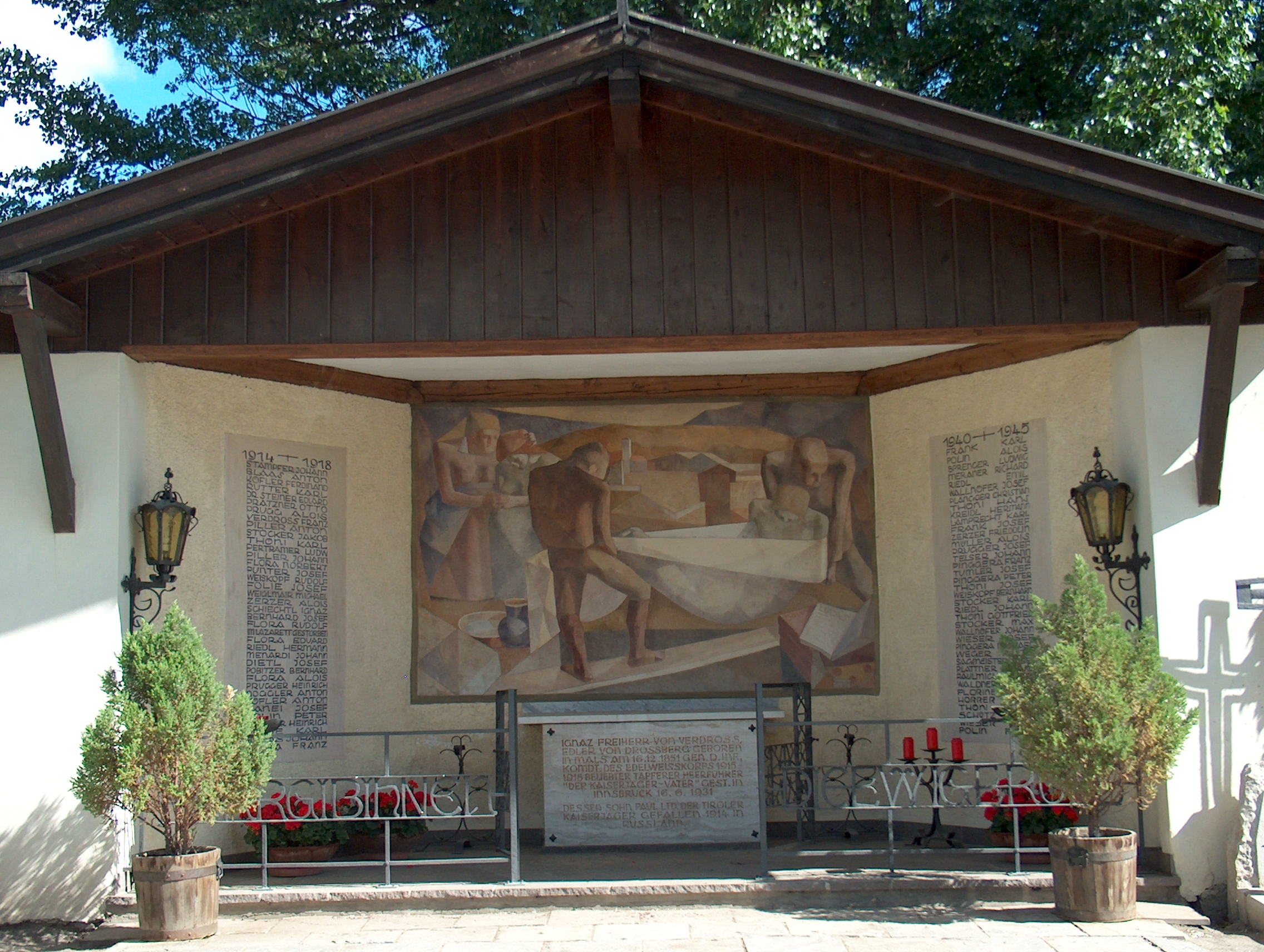
Memoriale

Ultimo di dieci fratelli, nasce da una famiglia povera: la madre Anna è originaria di una famiglia di chiodai di Tarrenz (allora come oggi in Austria); il padre Joseph, trasferitosi in val Venosta da Lana, era lattoniere, ma morì nel 1923.
A quattordici anni, finita la scuola dell'obbligo, andò a bottega da un imbianchino del paese, e cominciò a dipingere per diletto. A 16 anni si trasferì a Bressanone, da un verniciatore, e fu lì che conobbe Anton Sebastian Fasal, pittore e restauratore viennese, che lo prese con sé.
Plattner imparò così la tecnica dell'affresco, e affinò in generale la sua tecnica pittorica.
Allo scoppio della seconda guerra mondiale, Plattner fu chiamato nell'esercito italiano. Dopo pochi mesi però, in seguito alle cosiddette "Opzioni in Alto Adige", fu congedato e tornò in Alto Adige. Come lui, molti sudtirolesi avevano optato per la cittadinanza tedesca e coloro che pensavano di lasciare le proprie case di lì a poco si rivolsero al giovane per avere dei dipinti dei propri masi. Furono i primi dipinti che gli consentirono di guadagnare dalla pittura.
Nel 1940 si iscrisse all'accademia di Belle Arti di Berlino, ma la guerra gli impedì di trasferirsi: fu infatti arruolato nella Wehrmacht (ovvero l'esercito tedesco). Nel 1943, finalmente ottiene un congedo per motivi di studio, e per sei mesi frequenta l'accademia.
Dopo la guerra ritorna in Venosta e nel 1946 organizza la sua prima personale. Nei due anni successivi frequentò a Firenze l'accademia. Di lì si trasferì a Milano, all'Accademia di Brera.
Nel 1949 si trasferì per un anno a Parigi, allievo di André Lhote. Tornato in Italia si divise tra Milano, Firenze e l'Alto Adige, dove dipinge i primi affreschi (il primo è del 1947, nella chiesa di Montechiaro, poi Prato allo Stelvio e Malles Venosta).
A cavallo di 1950 e 1951 tornò a Parigi, dove conobbe la futura moglie Marie Josephe, e dove preparò i cartoni per il monumento ai caduti di Malles e di Naturno. Quest'ultima opera risulterà sgradita alle gerarchie ecclesiastiche che la fecero nascondere, dopo che l'opera era stata danneggiata da ignoti (solo nel 1968 l'opera fu restaurata).
Nel 1952 Plattner è in Brasile, dove nello stesso 1952 espone a San Paolo. In Brasile nacque anche la sua prima figlia. Nel 1955 affrescò a Bolzano la sala consiliare del consiglio provinciale realizzando un monumentale dipinto murale che «dipana una narrazione dell’Alto Adige come amalgama di tradizioni urbane e rurali», per poi tornare in Brasile. Nel secondo periodo in Sudamerica, affresca la sede del giornale Folha da Manha e organizza altre due esposizioni.
Nel 1958 il ritorno definitivo in Europa. Come sempre, Plattner gira molto: lavora tra l'Alto Adige, l'Austria (lavori per il Festival di Salisburgo), la Francia (questa volta il sud del paese), Milano. La sua prima mostra nel capoluogo lombardo (1963) non fu un successo, ma ad ogni modo ottenne di affrescare la cappella di Ponte Europa con un ciclo storico, considerato la sua opera più impegnativa.
Plattner e famiglia ritornano a Milano, dove restano fino al 1978. Ritornano a Parigi, dove Plattner si ammala, ed è costretto a trasferirsi a Cipières. Lì rimarrà, salvo brevi periodi trascorsi a Parigi, Milano e Burgusio, fino alla morte, avvenuta proprio a Milano l'8 dicembre 1986.